# Ann Haesebrouck
Ann Haesebrouck (Bruges, 18 ottobre 1963) è un'ex canottiera belga.

## Palmarès

### Olimpiadi
- 1 medaglia:
  - 1 bronzo (Los Angeles 1984 nel singolo)